# Rinchinnyamyn Amarjargal
Rinchinnyamyn Amarjargal (en mongol : Ринчиннямын Амаржаргал) est un homme politique mongol né le 2 février 1961. Il est Premier ministre de Mongolie du 30 juillet 1999 au 26 juillet 2000.

## Biographie

### Carrière universitaire
Amarjargal est né en 1961 à Oulan-Bator. Outre le mongol, il parle couramment le russe et l'anglais. Il étudie à l'Académie économique russe Plekhanov de Moscou et obtient en 1982 un diplôme en économie financière. De 1981 à 1982, il assiste également à des cours du soir de marxisme-léninisme dans une école supérieure.
Par la suite, il travaille en Mongolie jusqu'en 1983 au Conseil central des syndicats mongols. De 1983 à 1990, il enseigne à l'Institut militaire et de 1990 à 1991 à l'Université technique d'Oulan-Bator. De 1991 à 1996, il est directeur de l'École supérieure d'économie. En 1994, il suit un cours d'une année sur l'économie de marché à l'Université de Bradford, dont il sort en 1995 avec un Master of Science in Macroeconomic Policy and Planning. Au cours de sa visite officielle en Angleterre en mars 2000, il reçoit un doctorat honoris causa de cette université. Il est également docteur honoris causa de l'Académie de gestion et professeur honoris causa de l'Académie militaire d'Oulan-Bator. 
En 2003, Amarjargal est professeur invité à l'Institut de recherche économique de l'Université Hitotsubashi au Japon.

### Carrière politique
Amarjargal s'est impliqué de bonne heure dans le mouvement pour la démocratisation de la Mongolie. Il est membre fondateur de la Nouvelle Union pour le progrès et le Parti national du progrès. Il les a également aidés à s'unir avec d'autres partis pour former le Parti national démocratique mongol (PNDM, Mongol Ündäsnii Ardqilsan Nam), ce qui lui a valu d'être élu en 1996 au Grand Houral d’État (le Parlement).
En avril 1998, il a été ministre des Affaires étrangères dans le cabinet de Tsakhiagiyn Elbegdorj. En septembre de la même année, à la suite de l'accord entre la coalition gouvernementale et le chef de l'État, il a failli devenir Premier ministre mais échoue de peu après un vote serré au Parlement. Par la suite, il exerce les fonctions de ministre des Affaires étrangères jusqu'en décembre, date à laquelle Elbegdorj démissionne.
En 1999, il devient président du PNDM. Le 30 juillet de la même année, il est nommé Premier ministre, mais son cabinet dure moins d'un an : le  26 juillet 2000, le Parti démocratique est battu aux élections législatives. En raison d'une clause qui existe alors dans la Constitution mongole, il avait dû démissionner de son mandat du Parlement pour devenir chef du gouvernement. En 2000, également, le PNDM et le Parti social-démocrate mongol (PSDM) se sont unis pour former le Parti démocrate.
Depuis 2004, Amarjargal siège à nouveau au parlement national. 

## Fondation Amarjargal
En 2001, il a créé la Fondation Amarjargal. Il s'agit d'une organisation non gouvernementale qui lutte pour la transparence et l'ouverture de la société, et mène des études dans les domaines du travail social, de l'économie, de la politique et du droit. Elle s'occupe aussi de l'aide et des investissements venant de l'étranger.

## Source
- (de) Cet article est partiellement ou en totalité issu de l’article de Wikipédia en allemand intitulé « Rintschinnjamyn Amardschargal » (voir la liste des auteurs).